# Бильбао (фильм)
«Бильбао» (исп. Bilbao), или «Её называли Бильбао» (исп. La chiamavano Bilbao) — испанский художественный фильм 1978 года Бигаса Луны.

## Сюжет
Художественный мир эксцентричен и странен. Об одном таком художнике и идёт речь в этой картине.
Существующий в своём мире рекламный фотограф Лео (Анхель Хове), тяготящийся своим ремеслом, встречает уличную проститутку по прозвищу Бильбао (Исабель Писано) и безбашенно влюбляется в неё. Он насильно усыпляет возлюбленную, превратив её в свою безропотную модель, не отдавая себе отчёта в том, насколько этот «эксперимент» безумен и опасен. Естественно, что подобная затея не может закончится иначе, как трагедией.
Фильм был показан на двухнедельнике режиссёров, шедшему параллельно Каннскому кинофестивалю 1978 года.
В титрах фильм представил Марко Феррери. Музыку написала известная каталонская группа Iceberg.

## Актёрский состав
| В ролях           |  | Персонаж |
| ----------------- |  | -------- |
| Анхель Хове       |  | Лео      |
| Мария Мартин      |  | Мария    |
| Исабель Писано    |  | Бильбао  |
| Франсиско Фалькон |  | Pimp     |
| Жорди Торрас      |  | дядя     |
| Пепита Льюнель    |  | тётя     |

## Монтажёр
- Анастаси Ринос[кат.]